# Acalolepta kuniyoshii
Acalolepta kuniyoshii är en skalbaggsart som beskrevs av Hayashi 1963. Acalolepta kuniyoshii ingår i släktet Acalolepta och familjen långhorningar. Inga underarter finns listade i Catalogue of Life.